# جویس کوپر

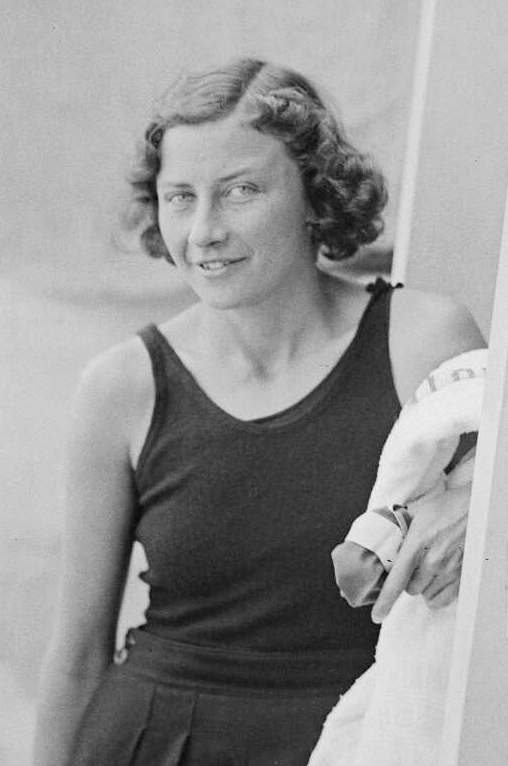
تصویر جویس کوپر در یک مسابقۀ شنا

جویس کوپر (به انگلیسی: Joyce Cooper) (زادهٔ ۱۸ آوریل ۱۹۰۹) شناگر اهل بریتانیا است.